# Rio dos Mangues
Rio dos Mangues (portugisiska: Ribeirão dos Mangues) är ett vattendrag i Brasilien.   Det ligger i delstaten Tocantins, i den centrala delen av landet, 600 km norr om huvudstaden Brasília.
Runt Rio dos Mangues är det glesbefolkat, med 12 invånare per kvadratkilometer.